# Feel the Magic: XY/XX
Feel the Magic: XY/XX, в Японии известный как Kimi no Tame nara Shineru (яп. きみのためなら死ねる Кими но Тамэ нара Синэру) и Project Rub в Европе и Австралии — сборник мини-игр, разработанный компанией Sonic Team и выпущенный Sega, эксклюзивно для портативной консоли Nintendo DS. В 2005 году в Японии и в 2006 году в Европе и США вышел приквел игры под названием The Rub Rabbits!.

## Сюжет
Главный герой игры встречает девушку и мгновенно влюбляется. В попытках её завоевать протагонисту помогает группа странных людей с кроличьими ушами известная как Rub Rabbits.

## Геймплей
Для управления игрой используются только стилус и микрофон, поскольку игра имеет систему распознавания голоса. Feel the Magic: XY/XX состоит из нескольких мини-игр, которые слабо связаны между собой. Однако их объединяет цель произвести впечатление на девушку.
Есть три основных режима игры. Режим «История» содержит мини-игры. В каждой главе есть три уровня сложности: «Нормальный» (англ. Normal), «Сложный» (англ. Hard) и «Ад» (англ. Hell). В режиме «Воспоминания» (англ. Memories) можно играть в одну из ранее пройденных мини-игр. В этом режиме можно собирать звёздочки. С помощью них можно разблокировать одежду. Третий режим называется «Маньяк» (англ. Maniac). Здесь можно одеть девушку.
После завершения игры, открывается меню, где можно слушать музыку.

## Разработка игры
Игра была анонсирована на выставке E3 в 2004 году под кодовым названием Project Rub. Глава Sonic Team Юдзи Нака заявил, что основным акцентом игры будет управление с помощью сенсорного экрана, благодаря которому игровая механика станет «уникальной и увлекательной». О деталях игры было объявлено позже, в октябре.

## Саундтрек
Kimino Tamenara Shineru Rub-Love Project CD+ (яп. きみのためなら死ねる ラブラブ大作戦CD+ Кимино Тамэнара Синэру Рабурабу дай Сакусэн CD+) был выпущен лейблом Wave Master в Японии 24 декабря 2004 года. Музыка была написана Наофуми Хатаей и Марико Намбой. Альбом содержит 9 треков. В качестве вокалиста выступал Кэнъити Токои и хор Rub Rabbits.
| №                   | Название                                          | Текст песни         | Музыка              | Исполнитель         | Длительность |
| ------------------- | ------------------------------------------------- | ------------------- | ------------------- | ------------------- | ------------ |
| 1.                  | «I Will Die for You (Complete Version)»           | Такуми Ёсинага      | Наофуми Хатая       | Кэнъити Токои       | 4:41         |
| 2.                  | «Drama — Raging Bull»                             |                     |                     | хор Rub Rabbits     | 0:57         |
| 3.                  | «I Will Die for You (60’s Mix)»                   |                     | Марико Намба        |                     | 4:14         |
| 4.                  | «Drama — Bus Stop»                                |                     |                     | хор Rub Rabbits     | 0:53         |
| 5.                  | «Opening Theme Sad Mix»                           |                     | Наофуми Хатая       |                     | 4:47         |
| 6.                  | «Drama — Scorpion»                                |                     |                     | хор Rub Rabbits     | 1:05         |
| 7.                  | «Ending of Love Theme»                            |                     | Марико Намба        |                     | 3:40         |
| 8.                  | «Making of «I Can Die for You» Opening Theme Mix» |                     |                     | хор Rub Rabbits     | 4:04         |
| 9.                  | «I Will Die for You (Original Version)»           |                     | Наофуми Хатая       |                     | 3:14         |
| Общая длительность: | Общая длительность:                               | Общая длительность: | Общая длительность: | Общая длительность: | 27:35        |

## Оценки и мнения
| Сводный рейтинг       | Сводный рейтинг |
| Агрегатор             | Оценка          |
| --------------------- | --------------- |
| GameRankings          | 76,14 %         |
| Metacritic            | 75/100          |
| MobyRank              | 75/100          |
| Иноязычные издания    |                 |
| Издание               | Оценка          |
| 1UP.com               | C               |
| AllGame               | [ 7 ]           |
| Edge                  | 6/10            |
| EGM                   | 8/10            |
| Eurogamer             | 7/10            |
| G4                    | 3/5             |
| Game Informer         | 8,5/10          |
| GamePro               | [ 10 ]          |
| GameRevolution        | C-              |
| GameSpot              | 7,7/10          |
| GameSpy               | [ 13 ]          |
| GamesRadar+           | 7/10            |
| IGN                   | 7,8/10          |
| Nintendo Power        | 4,6/5           |
| Nintendo World Report | 8,5/10          |
| PALGN                 | 6/10            |
| Play (UK)             | 3/4             |
| VideoGamer            | 5/10            |
| Русскоязычные издания |                 |
| Издание               | Оценка          |
| «Страна игр»          | 7,0/10          |

Игра получила положительные отзывы от критиков. Из преимуществ обозреватели отметили графику, музыку, интересные мини-игры, шутки и эффекты. Недостатками игры были названы ограниченное количество мини-игр и реиграбельность. GamePro в своём обзоре заявил, что Feel the Magic: XY/XX была создана специально для того, чтобы продемонстрировать особенности консоли DS. GameSpot похвалил игру за особенный стиль и геймплей. Высоко оценил игру и журнал «Страна игр».
GameSpy посчитал, что Feel the Magic: XY/XX, наряду с Shenmue, Gunvalkyrie, Otogi и Rez, находится в той категории игр от Sega, которые несмотря на невысокие продажи становятся культовыми. Сайт 1UP.com назвал игру «шуткой».
2 февраля 2006 года игра завоевала награду в номинации «Лучшая концепция» на Imagina Games Awards. Game Informer назвал игру одной из десяти самых странных игр всех времён.

### Влияние
Благодаря высоким оценкам от критиков и хорошим продажам, компания Sonic Team в 2005 году выпустила приквел Feel the Magic: XY/XX под названием The Rub Rabbits!. Позже микрофон будет использован в таких играх, как Wii-версия Samba de Amigo и Rhythm Thief & the Emperor’s Treasure на Nintendo 3DS.